# رهارکی
رهارکی (به انگلیسی: Raharki) یک منطقهٔ مسکونی در پاکستان است که در ایالت سند واقع شده‌است. رهارکی ۶۳ متر بالاتر از سطح دریا واقع شده‌است.